# The Deadlier Sex
The Deadlier Sex é um filme mudo de comédia dramática estadunidense de 1920, dirigido por Robert Thornby, estrelado por Blanche Sweet e Boris Karloff. Foi distribuído por Pathé Frères. O estado de conservação do filme é classificado como desconhecido, que sugere ser um filme perdido.

## Elenco
- Blanche Sweet como Mary Willard
- Winter Hall como Henry Willard
- Roy Laidlaw como Huntley Green
- Mahlon Hamilton como Harvey Judson
- Russell Simpson como Jim Willis
- Boris Karloff como Jules Borney